# Festival Internacional de Ópera de Marbella
El Festival Internacional de Ópera de Marbella es un festival celebrado en Marbella, en la provincia de Málaga, España.
El festival ofrece óperas clásicas como Rigoletto, de Giuseppe Verdi; Madame Butterfly, de Giacomo Puccini; Lucía de Lammermour, de Donizetti; o Carmen, de Bizet. Entre los artistas que han pasado por el festival están los tenores José Sempere e Israel Lozano, la mezzosoprano Luzmila Senchuk, y el barítono Giorgio Zancanaro y la soprano japonesa Miki Mori.
El festival, que tiene lugar en agosto en el Teatro Ciudad de Marbella, se celebra anualmente desde 2001. Está patrocinado por la Fundación Banús-Calvo